# يو إف سي على إي إس بي إن: فيرا ضد كروز
يو إف سي على إي إس بي إن: فيرا ضد كروز (بالإنجليزية: UFC on ESPN: Vera vs. Cruz)‏ هو حدث لفنون القتال المختلطة نظمته يو إف سي، أُقيم في 13 أغسطس 2022، على بشانغا أرينا في سان دييغو، كاليفورنيا، الولايات المتحدة.